# 966 до н. е.

## Події
- Гіпотетичний початок будівництва храму Яхве в Єрусалимі.
- Чжао-ван Ся (кит.: 周昭王) став правителем Західної Чжоу.

### Астрономічні явища
- 12 травня. Повне сонячне затемнення.[1]
- 5 листопада. Кільцеподібне сонячне затемнення.[1]